# Teories sobre l'assassinat de Kennedy

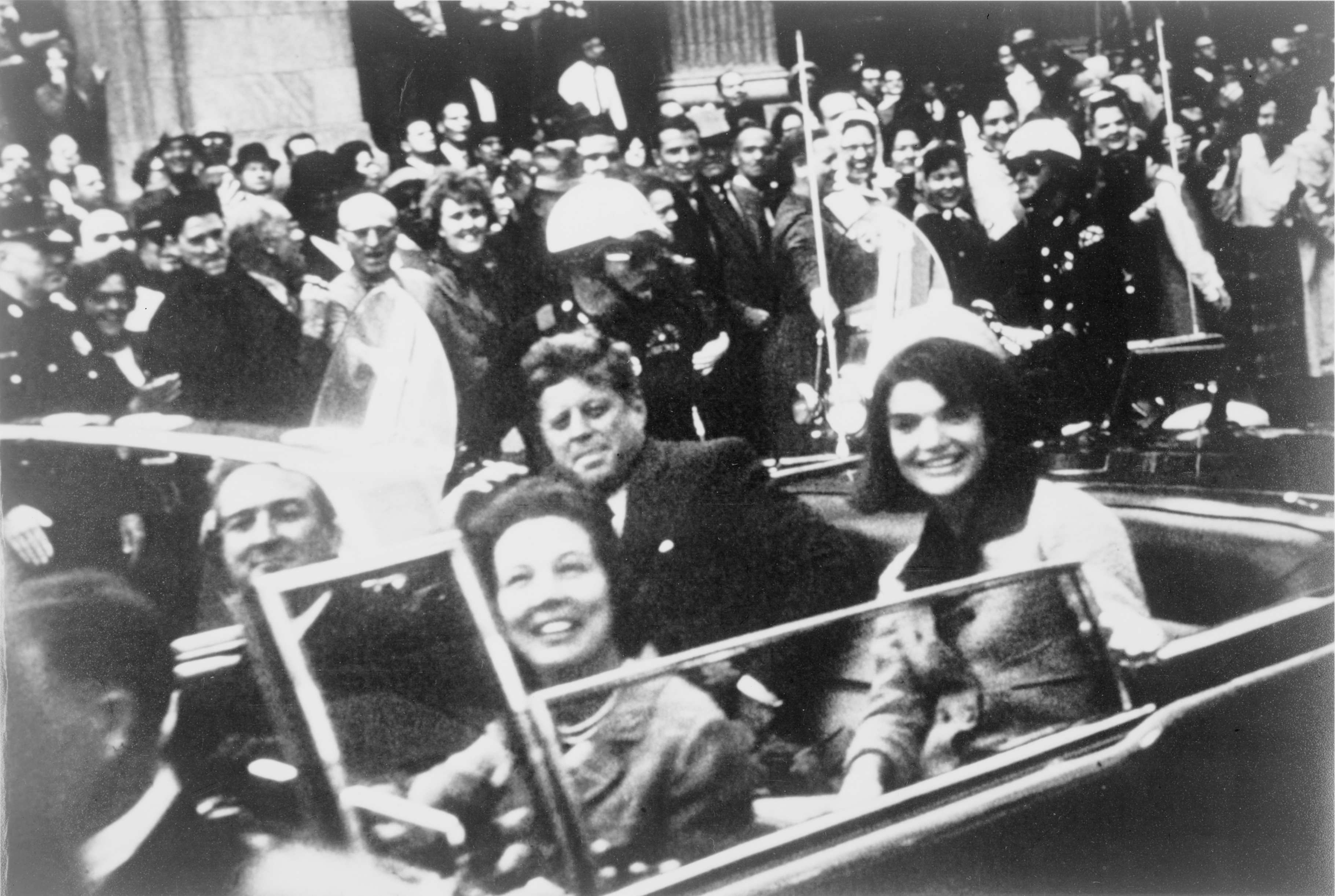
El president Kennedy, Jacqueline Kennedy, Nellie Connally i el governador John B. Connally, una mica abans de l'assassinat.

Des de fa temps, s'ha sospitat que el govern ha amagat o amaga informació pel que fa al tema de l'assassinat del president Kennedy del 22 de novembre de 1963. Hi ha també moltes teories de la conspiració que consideren aquest assassinat que van agafar força després de la seva mort i continuen sent promogudes en l'actualitat. Molts posen per davant una conspiració que involucra parts tan diferents com ara la CIA, el KGB, la Màfia dels Estats Units, el govern d'Israel, el director de l'FBI, el que era vicepresident Lyndon B. Johnson, el govern de Cuba amb Fidel Castro al capdavant, els grups anticastristes, la Reserva federal, o alguna combinació d'aquestes entitats o persones.

## Antecedents

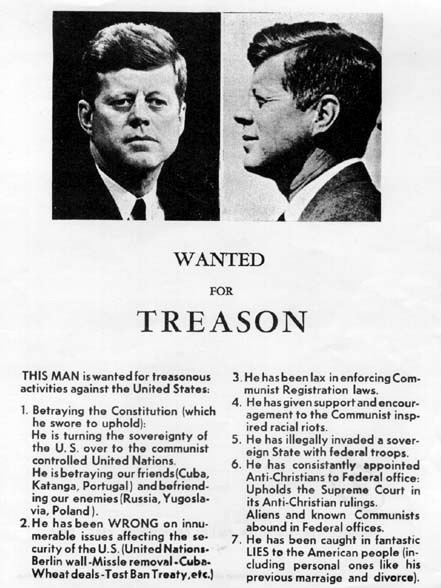
Fulletó que circulava el 21 de novembre de 1963, un dia abans de l'assassinat de John F. Kennedy. El títol del fulletó és: Buscat per traïció

El president John F. Kennedy fou assassinat quan circulava en una limusina descapotable a Dallas, Texas a les 12:30 del migdia del 22 de novembre de 1963; el governador de Texas, John B. Connally fou també ferit. Al cap de dues hores, Lee Harvey Oswald fou arrestat per l'assassinat del policia de Dallas J.D. Tippit i processat aquella mateixa tarda. A la 1:35 de la matinada, Oswald fou processat per l'assassinat del President. A les 11:21 del matí del diumenge 24 de novembre de 1963, el propietari d'un club nocturn, Jack Ruby, disparà contra Oswald i l'occí quan era transferit a la presó del comtat.
El 1964, la Comissió Warren conclogué que no hi havia prou proves que demostressin que Oswald formava part d'una conspiració per assassinar el President, i declarà el seu convenciment que havia actuat sol. Els crítics, fins i tot abans de la publicació de les conclusions oficials del govern, suggeriren que hi havia una conspiració al darrere de l'assassinat. No obstant això, els ciutadans inicialment acceptaren les conclusions de la Comissió Warren, però el 1966 es capgirà aquesta opinió per part d'autors com ara Mark Lane, amb el seu «best-seller» Rush to Judgment, i altres importants publicacions com ara la New York Review of Books i Life, que qüestionaren obertament les conclusions de la Comissió.
El 1979, el House Select Committee on Assassinations (HSCA) estigué d'acord amb la Comissió Warren sobre el fet que Oswald havia assassinat el president Kennedy, però va trobar que a la investigació original de l'FBI i a l'informe de la Comissió s'havien comès greus errades. Finalment, l'HSCA va concloure que es dispararen quatre trets i que hi havia una "alta probabilitat" que fossin dos i no pas un els que havien disparat el President, i que probablement hi havia hagut una conspiració. L'HSCA també va concloure que "la Comissió Warren s'havia equivocat en no investigar adequadament la possibilitat d'una conspiració per assassinar el President."
El Comité d'experts de Ramsey Clark i la Comissió Rockefeller donaren suport a les conclusions de la Comissió Warren, mentre el Fiscal de Districte de Nova Orleans, Jim Garrison, processà Clay Shaw per conspiració per assassinar Kennedy.

### Opinió pública
Les enquestes mostraren que molts estatunidencs creien que hi havia una conspiració per assassinar el president Kennedy. Aquestes mateixes enquestes també mostraren que no hi havia acord sobre qui hi havia estat involucrat.
El 2003, una enquesta de Gallup va mostrar que el 75% dels estatunidencs no creien que Lee Harvey Oswald hagués actuat en solitari. Aquell mateix any, una enquesta d'ABC News mostrava que el 70% dels que la van respondre sospitaven que a l'assassinat hi havia involucrada més d'una persona. El 2004, una enquesta de Fox News concloïa que el 66% dels estatunidencs pensaven que hi havia hagut una conspiració mentre que el 74% pensaven que hi havia hagut un encobriment.

## Possible evidència d'encobriment
Nombrosos investigadors, incloent-hi Mark Lane Henry Hurt, Michael L. Kurtz, Gerald D. McKnight i altres han apuntat que hi ha inconsistències, omissions, exclusions de l'evidència, errors, canvis sobre els fets o canvis fets sobre testimonis oculars a la Comissió Warren d'investigació oficial, la qual cosa podria suggerir un encobriment, sense presentar, de fet una teoria sobre qui hauria comès l'assassinat.

### Presumpta arma homicida
Un exemple de canvi sobre el fet recau sobre la presumpta arma homicida. El delegat del xèrif, Eugene Boone i el delegat de l'algutzir, Seymour Weitzman inicialment identificaren el rifle trobat al Dipòsit de llibres escolars de Dallas com un Mauser 7.65. Weitzamn signà una declaració jurada l'endemà on descrivia l'arma com un "Mauser 7.65 amb forrellat equipat amb un abast de 4/18 i un portafusell gruixut de cuir de color marró tirant a negre". El delegat del xèrif Roger Craig declarà que va veure "Mauser 7.65" estampat al canó de l'arma.
El fiscal de districte de Dallas, Henry Wade, digué a la premsa que l'arma trobada al Dipòsit de llibres escolars era un Mauser 7.65, i així s'informà als mitjans de comunicació. Però investigacions posteriors identificaren el fusell com un Manlicher Carano 6.5. D'acord amb el que diu Mark Lane:
"L'element més fort en el cas contra Lee Harvey Oswasld era la conclusió de la Comissió Warren segons la qual el fusell havia estat trobat a l'edifici del Dipòsit de llibres. De fet, Oswald mai va ser propietari d'un Mauser 7.65. Quan, posteriorment, l'FBI informà que Oswald sols havia comprat un Manlicher-Carcano italià, l'arma que hi havia al quarter general de la policia de Dallas va canviar miraculosament el seu (calibre), la seva classe i la seva nacionalitat. La Comissió Warren va concloure que era un Manlicher-Carcano 6.5, italià, no un Mauser 7.65, alemany, el que havien descobert els funcionaris de Dallas. "

### Presumpta intimidació a testimonis
Alguns testimonis de l'assassinat o dels esdeveniments relacionats amb l'assassinat, foren intimidats o amenaçats. Aquests són Jean Hill Richard Carr, Roy Truly, Sandy Speaker, i A. J. Millican. Acquilla Clemmons, va afirmar que va veure dos homes a l'escena de l'assassinat del policia J.D. Tippit, i també va afirmar que va venir un home amb una pistola a casa seva i li va dir que guardés silenci sobre el que ella havia vist.

### Sospitoses o inexplicables morts de testimonis
Jim Marrs i Ralph Schuster han assenyalat el que han caracteritzat com un ampli nombre de morts de gent connectada amb la investigació de l'assassinat. També han assenyalat que sembla un patró de morts al voltant de les èpoques de diverses investigacions governamental, com ara durant i just després de la Comissió d'investigació Warren, quan el fiscal de districte de Nova Orleans, Jim Garrison estava duent a terme la seva pròpia investigació, mentre el Comitè d'Intel·ligència del Senat estudiava els assassinats comesos per les agències d'intel·ligència dels Estats Units als anys 70, i quan el House Select Comittee of Assassinations estava preparant les seves investigacions. Marrs assenyala que "aquestes morts, certament, podrien haver estat convenients per a algú que no volia que la veritat sobre l'assassinat de JFK sortís a la llum pública."

### Documents retinguts
Molts registres governamentals relatius a l'assassinat, inclosos alguns de la Comissió d'investigació Warren, el House Special Comitee on Assassinations i el Church Comitee, foren mantinguts en secret a l'opinió pública. Aquests documents secrets inclouen els registres sobre l'autòpsia del president. Alguns no es faran públics fins a l'any 2029, tot i que molts d'aquests documents ja foren publicats a mitjans i finals dels anys 90 per l'Assassination Records Revies Board, en la President John F. Kennedy Assassination Records Collection Act of 1992. Una part del material fet públic conté seccions redactades. Alguns documents que identificarien empleats i fonts d'ingressos no han estat alliberats. L'existència d'un ampli nombre de documents secrets relatius a l'assassinat, i el llarg període en què es mantindran secrets, suggereix a alguns la possibilitat d'encobriment. Un historiador ha fet notar que "existeix l'estesa sospita sobre la disposició del govern pel que fa als registres de l'assassinat de Kennedy, derivat de la creença que els funcionaris federals
A) no han posat a disposició de l'opinió pública tots els registres sobre l'assassinat del President (fins i tot de la Comissió Warren, el Church Comittee i el House Assassination Comittee) 
B) han redactat de manera obscura els documents alliberats sota l'Acta de la Lliberat d'Informació (en anglès FOIA, sigles de Freedom of Information Act), a fi i efecte d'encobrir una sinistra conspiració."
D'acord amb el que es diu a l'Assassination Records Review Board, "Tot els registres de la Comissió Warren, excepte aquells registres que contenen informació fiscal retornable, (ara) estan disponibles a l'opinió públic tan sols amb redaccions menors"

### Autòpsia
Hi ha testimonis controvertits pel que a la forma en què es va fer l'autòpsia del cos del president Kennedy, particularment sobre com va tenir lloc l'examen del cervell del president, qui estava present i si les fotos presentades com a prova són o no les mateixes que es van prendre durant l'examen del cos. Douglas Horne, l'analista en cap dels arxius de l'Assassination Record Review Board per registres militars, va dir que hi havia entre un "90 a un 95% de possibilitats que les fotografies dels Arxius Nacionals no fossin del cervell de Kennedy". D'acord amb les conclusions de Horne, el segon cervell -- que mostrava una ferida de sortida al davant -- hauria reemplaçat, presumptament, l'autèntic cervell de Kennedy -- que mostrava un dany molt més gran a la part del darrere, que consistia en una ferida de sortida, així com una prova d'un tret disparat des del davant"."
James H. Fetzer ha fet esment de 16 problemes amb la versió dels esdeveniments oferta per la Comissió Warren, i afirma que demostra decisivament que aquesta versió és impossible i, per tant, és semblant a una conspiració. Ha afirmat que les proves publicades per l'Assassination Records Review Board corroboren aquestes afirmacions. Això inclou problemes amb les trajectòries de la bala, la presumpta arma homicida, la presumpta munició emprada, inconsistències entre l'informe de la Comissió Warren i els resultats de l'autòpsia, inconsistències entre els resultats de l'autòpsia i el que observaren els testimonis de l'escena del crim, les declaracions dels testimonis oculars que entren en conflicte amb l'anàlisi de raigs X que suposadament li feren al cos del President, indicacions que els diagrames i les fotos del cervell del President que es poden veure als Arxius Nacionals no pertanyen al President, el testimoni d'aquells que prengueren i processaren les fotos de l'autòpsia sobre el fet que aquestes fotos foren alterades, creades o destruïdes, indicacions que el film de Zapruder fou manipulat, al·legacions sobre el fet que la versió dels esdeveniments presentada per la Comissió Warren entra en conflicte amb noves informacions provinents de l'escena del crim, el canvi de recorregut de la comitiva presidencial que per una increïble coincidència portà el President a la dreta del lloc on es va produir l'emboscada, la inexplicable laxitud del Servei Secret i el dispositiu de seguretat de la policia de Dallas, i les confessions de persones que asseguren que tenien coneixement o van participar en una conspiració per assassinar el President.
El metge Malcolm Perry va descriure la ferida original a la gola com "una petita lesió, amb un tall net, tot i que amb marges irregulars de menys d'un quart de polzada de diàmetre, que va causar mínims danys al teixit circumdant de la pell".

## Teories de la conspiració

### Més d'un tirador

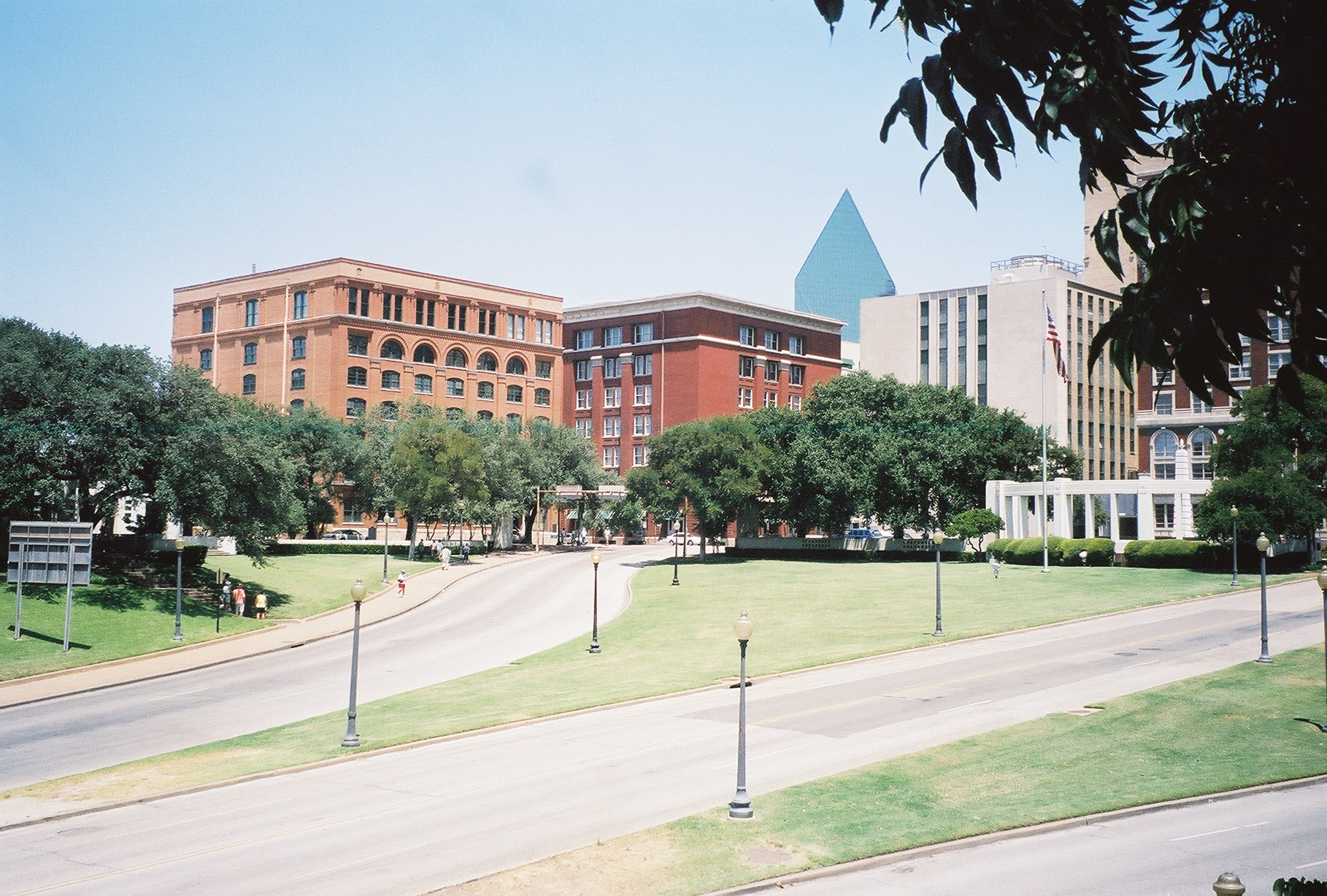
Dealey Plaza el 2003.

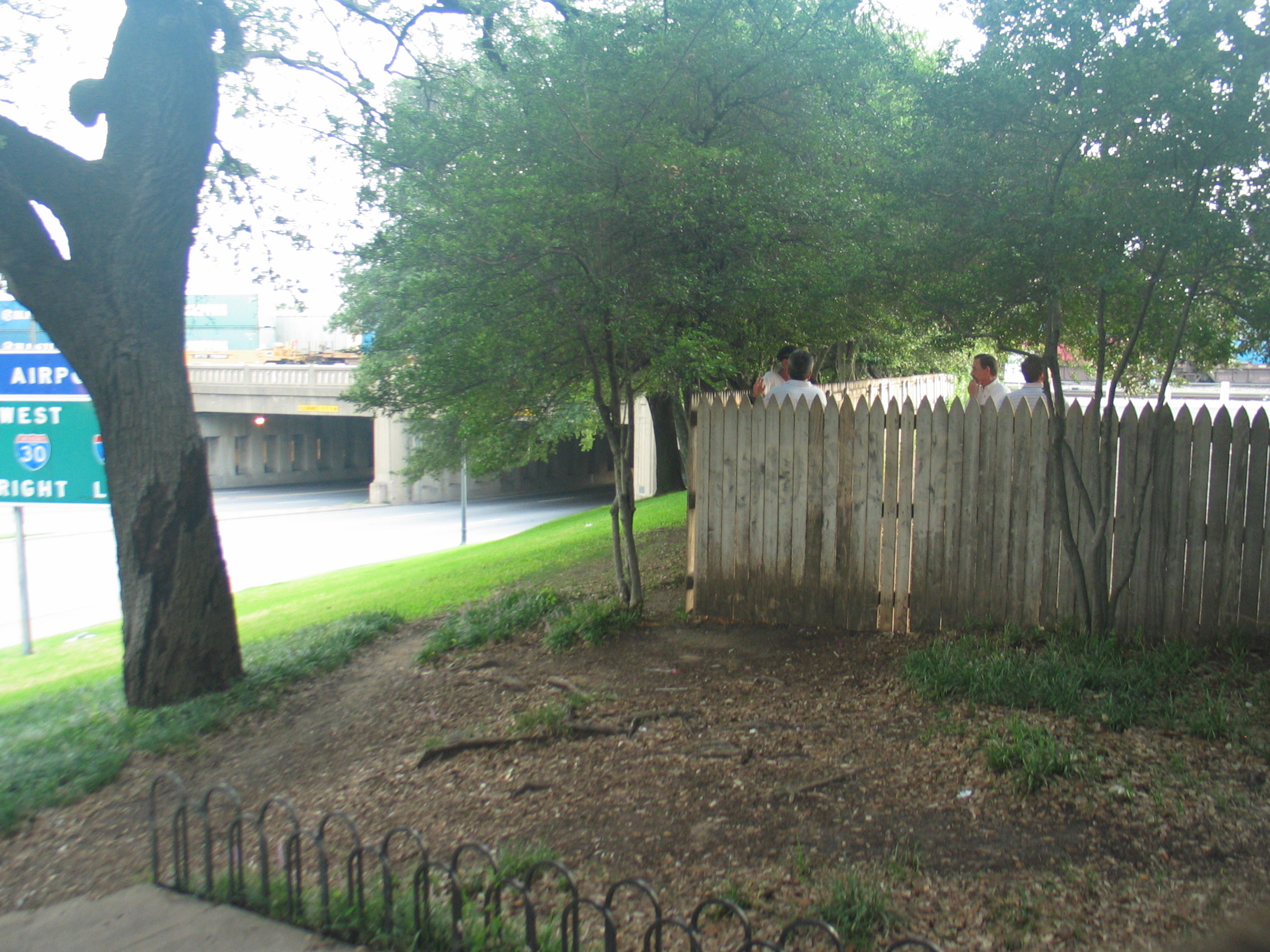
La tanca de fusta al monticle herbaci

Les conclusions de la Comissió Warren i la teoria de la bala única són inviables segons l'opinió d'alguns investigadors. El fusell d'Oswald, segons els tests que va dur a terme l'FBI, sols podria ser disparat tres cops en un període d'entre cinc i vuit segons. La Comissió Warren, d'acord amb el que van dir els testimonis presencials, va determinar també que sols es van disparar tres bales: una de les tres bales ni tan sols va encertar el cotxe; l'altra va tocar Kennedy i va passar a través del governador John B. Connally, i la tercera bala fou fatal pel President. El pes dels fragments de la bala extrets de Connally i els que es quedaren en el seu cos, totalitzaven suposadament més del que podria haver perdut la bala que es va trobar a la llitera de Connally, coneguda com a bala màgica. Amb tot i això, la declaració dels testimonis sembla indicar que sols fragments diminuts, de menys de la massa total dels que es van perdre de la bala, es quedaren al cos de Connally. A més, la trajectòria de la bala que va tocar Kennedy per sobre de l'espatlla dreta i va passar a través del seu coll (d'acord amb el que diu l'autòpsia), suposadament hauria hagut de canviar de trajectòria per passar a través de la caixa toràcica i el canell. A la pel·lícula d'Abraham Zapruder, Kennedy apareixia movent-se cap enrere quan el va tocar el tret mortal. S'han fet declaracions que suggereixen que el seu cap es va sacsejar endavant i després enrere.
Una altra prova que apunta que es van disparar més de tres trets era que els fotografies de la limusina fetes per l'FBI, mostraven un forat de bala al parabrisa del vehicle, per damunt del mirall retrovisor, La Comissió Warren va ignorar aquesta prova. La resposta governamental fou que "va succeir abans de Dallas". També hi ha el fet que "la majoria dels testimonis van recordar que el segon i tercer trets van ser agrupats junts." el que suggereix que els trets van ser acomiadats tan aviat ha d'haver hagut més d'un tret assassí al President.

#### Testimonis
Trenta-cinc testimonis, un 32%j d'aquells que van ser testimonis presencials dels disparaments, pensaven que els trets provenien d'alguna part de davant del President- des de l'àrea del monticle herbaci o dels "tres ulls del pont" - mentre que cinquanta-sis testimonis presencials pensaven que els trets provenien del Dipòsit de llibres, o si més no d'aquella direcció, des del darrere del President, i cinc testimonis pensaven que els trets provenien de les dues direccions.
Nellie Connally estava asseguda al cotxe presidencial, al costat del seu marit, el governador John Connally. En el seu llibre From Love Field: Our Final Hours (en català Des del camp de l'amor: les nostres hores finals), Connally es va mostrar inflexible en el fet que el seu marit havia rebut un tret d'una bala que no era la mateixa que va assassinar Kennedy.
Roy Kellerman, un agent del Servei Secret, va testificar que "Ara, en els segons que tot just jo he parlat, una ràfega de projectils va entrar al cotxe". Kellerman va dir que havia vist una àmplia ferida de 130 mil·límetres de diàmetre a la part del darrere, banda dreta, del cap del President".
Lee Bowers estava com a operador d'una torre de control de trànsit ferroviari, amb vistes a l'aparcament just al nord del monticle herbaci i l'oest del Texas School Book Depositary. Va declarar que va veure dos homes darrere la tanca de fusta abans dels trets. Quan fou entrevistat per Mark Lane, Bowers va recalcar que va veure alguna cosa que va atraure la seva atenció, una mena de flaix o de llum, o potser fum, des del monticle, menant-lo a creure que "alguna cosa fora d'allò ordinari havia ocorregut allà. Bowers va ser interromput mentre declarava davant la Comissió Warren. Bowers va dir a Lane que havia sentit tres trets, els últims dos en una ràpida successió. Bowers era de l'opinió que no haurien pogut provenir del mateix fusell. Encara Bowers mai va dir haver vist un home amb un rifle darrere de la tanca ja sigui a les autoritats o Mark Lane durant el rodatge de judici precipitat, Bowers va informar suposadament al seu supervisor, Olan Degaugh, que va veure un home a l'aparcament d'un tret el que semblava ser un rifle en un cotxe.
Clint Hill, l'agent del Servei Secret que estava protegint el President amb el seu cos de camí cap a l'hospital, va descriure que "la part del darrere del seu cap estava desapareguda. Aquest estava estès al seient del darrere del cotxe." Més tard, en un documental produït pel National Geographic, va descriure l'àmplia ferida del crani com "un forat buit per damunt de la seva orella, de la mida aproximada del meu palmell"
Robert McClelland, un metge de la sala d'urgències que va observar la ferida del cap, va testimoniar que la part del darrere, a la banda dreta del cap, havia desaparegut amb teixit cerebral posterior i alguna part del teixit del cerebel també havia desaparegut. La mida de la ferida posterior del cap, d'acord amb aquesta descripció, indicava que hi havia una ferida de sortida, i que un segon tirador des del davant disparà el tret mortal al cap, o el president tenia el seu cap girat.
Rose Cherami (de vegades deletrejat "Cheramie") va ser descrita a la pel·lícula d'Oliver Stone JFK com una "testimoni". Rose Cherami tenia 41 anys, era drogoaddicta i prostituta que havia estat recollida a l'autopista 190, prop d'Eunice, Lousiana, el 20 de novembre de 1963, dos dies abans de l'assassinat de Kennedy, pel tinent Francis Furgé de la policia de l'estat de Lousiana. Chermi va dir a Furgé que John F. Kennedy seria assassinat ben aviat. Fruge no la cregué, d'entrada, però després d'alguns moments de conversa ferma per part de Cherami, va donar la volta. Durant el seu confinament, i abans del moment en què Kennedy fou disparat a Dallas, Cherami suposadament parlà d'impedir l'assassinat. Després que Rudy disparés Lee Harvey Oswald, es diu que Cherami va declarar que havia treballat per a Ruby com a stripper, que ella coneixia Ruby i Oswald, i que els dos homes eren "companys de llit" que "havien estat revolucionant durant anys". D'acord amb el tinent Frugé, Cherami declinà repetir la seva història a l'FBI. Fou morta quan un cotxe la va atropellar el 4 de setembre de 1965, aparentment mentre feia autostop, prop de Galdewater, Texas. Entre els teòrics de la conspiració, la història ha estat considerada força creïble des del 1979, quan es publicà un informe de la investigadora Patricia Orr per part del House Select Comittee, on es revisava l'assassinat de JFK. Aquest document es va basar, principalment, en les declaracions de Francis Frugé i Victor Weiss, un metge de l'hospital Jackson.

#### Altres sospitosos a Dealey Plaza, a part d'Oswald
Nombrosos testimonis varen informar que havien sentit trets que provenien de l'Edifici Dal-Tex, que est trobava a l'altra banda del carrer des del Texas School Book Depository
alineat amb Elm Street a Dealey Plaza. Diverses teories conspiratives postulen que si més no hi havia un tirador a l'edifici Dal-tex, per causa de les declaracions de testimonis i altres coincidències, on s'incloïen l'aprehensió de sospitosos individuals com ara l'"home vestit de cuir negre" i l'exconfident Jim Braden a disn de l'edifici, així com la trajectòria de la bala que va anar a parar al revolt del sud de Dealey Plaza, on va ferir el vianant James Tangue. També cal remarcar les proves acústiques científiques presentades pel House Select Committee on Assassinations el 1978 que identificaven l'edifici Dal-Tex com un possible lloc d'origen dels trets.

#### Anàlisis
L'antic marine i tirador d'elit Craig Roberts i el sergent d'artilleria Carlos Hathcock, que fou instructor sènior a l'escola del Cos de tiradors d'elit dels Marines a Quantico (Virgínia), digueren que els fets no van poder succeir tal com va descriure els investigadors de l'FBI. "Deixi'm dir-li el que fèiem a Quantico", va dir Hatchcook. "Vam reconstruir l'escenari complet: l'angle, l'abast, el moviment de l'objectiu, el temps límit, els obstacles, tot, al capdavall. No sé pas quantes vegades ho he provat, però no podria duplicar el que la Comissió Warren diu que va fer Oswald. Si jo no puc fer-ho, com ho podia fer un paio que no estava qualificat en l'abast del fusell ? I després, qualificat solament com a marksman, ho va poder fer ?".
El certificat de defunció de Kennedy localitza la bala a la tercera vèrtebra toràcia - hi ha qui diu que és massa baix per haver sortit per la gola. Encara més, la bala va anar cap avall, des del tirador que es trobava a la finestra del sisè pis. El full que cobria l'autòpsia tenia un diagrama d'un cos que mostrava el mateix emplaçament baix a la tercera vèrtebra toràcica. L'orifici al darrere de la camisa de Kennedy i de la seva jaqueta també donava suport al fet que la ferida era massa baixa per donar consistència a la Teoria de la bala única.

### Conspiració de Nova Orleans
Immediatament després de l'assassinat, van començar a sorgir rumors de conspiració entre Oswald i persones amb qui havia o podia haver estat relacionat mentre vivia a Nova Orleans, Lousiana.
El 25 de novembre de 1963 (l'endemà que Oswald fos assassinat per Jack Ruby), Dean Andrews Jr. un nou fiscal de Nova Orleans que havia donat assistència legal ocasionalment a Oswald, va informar l'FBI que dos dies abans, mentre es trobava a un hospital local sota sedació, va rebre una telefonada d'un home anomenat Clay Bertrand, el qual li va preguntar si voldria defensar Oswald en un cas d'assassinat. Andrews va repetir més tard aquestes afirmacions com a testimoni a la Comissió Warren.
Igualment, a les darreries del novembre de 1963, un empleat de l'investigador privat de Nova Orleans Guy Banister, anomenat Jack Martin, va començar a fer acusacions d'una possible involucració en l'assassinat per part del seu company i també empleat David Ferrie. D'acord amb la declaració dels testimonis, el 1963 Ferrie i Banister treballaven per a l'advocat G. Wray Gill, per compte d'un client de Gill, el cap de la màfia de Nova Orleans Carlos Marcello. Ferrie havia assistit també a reunions de la Patrulla Civil Aèria a Nova Orleans als anys 50, unes reunions on també s'hi trobava un adolescent Lee Harvey Oswald.
El 1966, el fiscal de districte de Nova Orleans, Jim Garrison, va començar una investigació sobre l'assassinat del president Kennedy. La investigació de Garrison el dugué a la conclusió que el president Kennedy havia estat assassinat com a resultat d'una conspiració que involucrava Oswald, David Ferrie i "Clay Bertrand". Garrison, posteriorment, arribà a la conclusió que "Clay Bertrand" era un pseudònim de l'home de negocis de Nova Orleans Clay Shaw. L'1 de març de 1967, Garrison arrestà i inculpà Shaw de conspiració per assassinar el president Kennedy, amb l'ajut de Lee Harvey Oswald, David Ferrie i altres. El 29 de gener de 1969, Clay Show fou portat a judici amb aquests càrrecs, i el jurat el va declarar no culpable.
El 2003, Judyth Vary Baker, una antiga empleada de la Reily Coffee Company a Nova Orleans, que havia estat empleada allà al mateix que Lee Harvey Oswald, aparegué en un episodi de la sèrie de documentals televisius de Nigel Turner, L'home que va matar Kennedy. D'acord amb el que es diu en aquests documentals, ella i Oswald havien estat contractats per Reilly la primavera del 1963 com a "tapadora" d'una projecte clandestí de la CIA que havia de desenvolupar armes biològiques per tal d'assassinar Fidel Castro. Baker, més tard, va afirmar que ella i Oswald tenien una relació sentimental, i que ambdós havien planejat fugir a Mèxic junts després de l'assassinat. Des del moment en què Baker va fer públiques, per primer cop, aquestes declaracions, va tractar de presentar alguna evidència segons la qual ella i Oswald es coneixien, i la comunitat investigadora va concloure, a bastament, que allò que declarava era fals.

### Conspiració de la Reserva Federal
Jim Marrs, al seu llibre Crossfire: The Plot That Killed Kennedy, especulava que l'assassinat de Kennedy hauria estat motivat per la publicació de l'Ordre executiva 11110 Aquesta ordre executiva facultava el Departament del Tresor per imprimir certificats de plata, passant per damunt del Sistema de la Reserva Federal L'Ordre executiva 11110 no va ser oficialment derogada fins a l'arribada al poder del president Ronald Reagan. Les explicacions oficials afirmen que l'ordre executiva era simplement un intent de buidar les reserves de plata, i no posava, de fet, en perill, les carreres professionals de cap dels que treballaven a la Reserva Federal.
Aquesta teoria va ser posteriorment explorada pel tirador d'elit dels Marines i veterà oficial de policia Craig Roberts, el 1994, al llibre Kill Zone. Roberts teoritzà que l'Ordre executiva fou el principi d'un pla endegat per Kennedy, l'objectiu final del qual era l'abolició permanent de la Reserva Federal dels Estats Units, i que l'assassinat de Kennedy fou ordenat per un grup de banquers internacionals decidits a frustrar el seu pla.
Richard Belzer també s'ha ocupat d'aquesta teoria. D'acord amb el que diu Belzar, el complot per assassinar Kennedy es va dur a terme com a resposta a l'intent del President de treure poder a la Reserva federal i al Departament del Tresor dels Estats Units.

### Tres rodamons
Prop d'una dotzena de persones foren posades sota custòdia a Dealey Plaza i al seu voltant en els minuts següents a l'assassinat. De la major part d'aquestes actuacions no es van guardar registres sobre la identitat de les persones detingudes. Els més famosos d'entre aquells que van ser posats sota custòdia han arribat a ser coneguts com a "rodamons": tres homes descoberts en un vagó de càrrega a l'estació ferroviària, que hi ha a l'oest del monticle d'herba. Les especulacions que consideren les identitats dels tres i la seva possible participació en l'assassinat va esdevenir una teoria força estesa en els anys següents. Les fotografies dels tres en el moment del seu arrest alimentaren aquesta especulació. El fet que els tres "rodamons" apareguessin ben vestits, nets, polits i ben afaitats, feia poc creïble que poguessin ser rodamons dels trens. Alguns investigadors també van pensar que era sospitós que la policia de Dallas hagués alliberat ràpidament els rodamons, sense una investigació que podia haver revelat un alguna cosa destacada relativa a l'assassinat., i que la policia de Dallas declarés que havia perdut els registres d'aquests arrestos. així com les seves fotografies facials i empremtes digitals
El 1989, el departament de policia de Dallas va alliberar un ampli recull de fitxers que contenien registres sobre l'arrest dels tres homes, els noms dels quals eren Harold Doyle de Red Jacket, Virgínia de l'Oest; John F. Gedney, del qual no consta el seu domicili i Gus W. Abrams, del qual tampoc no consta el seu domicili. El breu informe descriu els homes com "gent que estava de pas [a Dallas] i eren coneguts com a rodamons del ferrocarril en aquella àrea. La nit abans havien dormit en un alberg per a gent sense sostre on s'havien dutxat i afaitat, la qual explicaria la seva polida aparença el dia de l'assassinat. Els tres foren posats en llibertat quatre dies després de l'arrest, el matí del 26 de novembre.
Quan se'l entrevistar el 1992, Doyle va dir que havia evitat, deliberadament, mostrar-se en públic, i va dir "Sóc un paio normal, un simple noi de camp, i aquesta és la manera com vull estar. No volia ser una celebritat per 10 milions de dòlars" Gedney, de manera independent, corroborà el sentiment de Doyle. Abrahms era mort des del 1987, però la seva germana també va corroborar els esdeveniments d'aquell dia i remarcà que Abrams "sempre feia de rodamón, esperant trens i bevent ví"." Els tres no estaven involucrats en l'assassinat de cap de les maneres.
Una llista d'"identificacions" més conegudes que les dels tres rodamons, apuntades pels teòrics de la conspiració inclou:
Charles Harrelson, el pare de l'actor Woody Harrelson, del qual s'ha dit que és el més alt dels tres rodamons que apareixen a les fotos. Harrelson, un cert temps abans de la seva mort, presumia del seu paper com un dels rodamons. Tanmateix, en una entrevista del 1988, negà que hagués estat a Dallas el dia de l'assassinat.
També s'ha dit per part d'alguns que E. Howard Hunt, el cap de l'estació de la CIA que es va utilitzar per a la Invasió de Bahía de Cochinos, i que va treballar, més endavant, com un dels "lampistes" als quals el president Richard Nixon encarregà la tasca de "tapar goteres" en el marc del Watergate, era un dels rodamons. Al moment de la seva mort, el fill de Hunt va fer públiques cintes magnetofòniques sobre Hunt, on implicava Lyndon B. Johnson en l'assassinat de Kennedy. El 1975, Hunt va testificar a la Comissió presidencial sobre les activitats de la CIA als Estats Units, que es trobava a Washington D.C. el dia de l'assassinat. Aquest testimoni fou confirmat per la familia de Hunt i pels empleats domèstics de Hunt.
S'ha dit per pat d'alguns que Frank Sturgis és el rodamón més alt que surt a les fotografies. Com Hunt, Sturgis va estar involucrat en la invasió de Bahía Cochinos i en el robatori del Watergate. El 1959, Sturgis va esdevenir involucrat amb Marita Lorenz, que més tard va identificar Sturgis com un tirador a l'assassinat. Les confessions de Hunt abans de la seva mort impliquen d'una manera similar Sturgis.
Chauncey Holt, que presumptament, per a alguns, era el més vell dels rodamons, va afirmar que havia estat un agent doble de la CIA i la Màfia, i havia assegurat que la seva destinació a Dallas tenia com a objectiu proveir de falses credencials del Servei Secret a la gent de la rodalia. Els informes de testimonis presencials asseguren que hi havia un o més homes no identificats a l'àrea, que deien ser agents del Servei Secret.
El House Select Committee on Assassinations tenia antropòlegs forenses que estudiaren les proves fotogràfiques. Foren capaços E. Howard Hunt, Frank Sturgis, Dan Carswell, Fred Lee Chapman, i altres sospitosos el 1978. La Comissió Rockefeller va concloure que ni Hunt ni Frank Sturgis van ser a Dallas el dia de l'assassinat.
Tot i que aquestes identificacions positives dels rodamons i la manca de cap connexió entre ells i l'assassinat, alguns han mantingut les seves identificacions dels tres com a persones diferents de Doyle, Gedney i Abrams i han continuat teoritzant que podien haver tingut connexions amb el crim.

### Conspiració de la CIA
Alguns investigadors han afirmat que l'oficial de la CIA David Atlee Phillips usava l'àlies "Maurice Bishop." Va usar el pseudònim mentre treballava amb Alpha 66, una organització d'anticastristes cubans. El fundador d'Alpha 66, Antonio Veciana, va afirmar que durant una de les seves trobades amb "Bishop", Lee Harvey Oswald també estava present. L'investigador de l'HSCA Gaeton Fonzi creia que Phillips era Bishop.
El 1995, l'antic oficial d'intel·ligència de la Marina i assistent executiu de l'Agència de Seguretat Nacional, John M. Newman, publicà una prova, segons la qual, tant l'FBI com la CIA haurien manipulat deliberadament els seus arxius relatius a Lee Harvey Oswald abans i després de l'assassinat. Més encara, va trobar que ambdós havien retingut informació que podia haver alertat les autoritats a Dallas sobre el fet que Oswald podia suposar una potencial amenaça per al President. Posteriorment, Newman ha expressat la creença que James Angleton era probablement la figura clau en l'assassinat. D'acord amb el que diu Newman, sols Angleton "tenia l'accés, l'autoritat i una ment prou enginyosament diabòlica per preparar aquest sofisticat complot".

### Conspiració del Servei Secret
El House Select Committee on Assassinations va concloure que, tot i que Oswald va assassinar Kennedy, era probable que hi hagués una conspiració. Entre les seves conclusions, l'HSCA va remarcar que el president Kennedy no havia rebut una adequada protecció a Dallas, que el Servei Secret posseïa informació que no va ser pròpiament analitzada, investigada o usada pel Servei Secret en connexió amb el viatge del president a Dallas, i finalment que els agents del Servei Secret de la comitiva presidencial estaven inadequadament preparats per protegir el President de l'atac d'un franctirador.

Tot i que molt discutit, però possible, aquesta manca de protecció podria haver ocorregut perquè el mateix Kennedy havia demanat específicament que el Servei Secret romangués en una posició discreta durant la seva visita a Dallas.

### Exiliats cubans
Richard Helms, director de l'Oficina de la CIA per a operacions especials, tenia raons per ser hostil a Kennedy des del moment que fou elegit, perquè va donar suport a la invasió de Cuba i després va canviar la seva opinió pel que fa a com afrontar el tema. Després de la desastrosa Invasió de Bahía de Cochinos, patrocinada per la CIA, Kennedy va canviar la seva opinió sobre la invasió, i es va guanyar l'odi de la comunitat d'exiliats cubans. Així, Helms fou posat immediatament sota pressió per part del president Kennedy i el seu germà Robert (el Fiscal General) per incrementar els esforços dels Estats Units per tal de desfer-se del règim de Castro. L'Operació Mangosta tenia prop de 4.000 operadors involucrats en atacs a objectius econòmics cubans.
El House Select Committee on Assassinations creia que hi havia proves que implicaven que certs violents exiliats podrien haver participat en l'assassinat de Kennedy. Aquests exiliats treballaven en estreta relació amb operatius de la CIA en violentes activitats contra el govern de Castro a Cuba. El 1979, el Comitè va concloure això:
La popularitat del president Kennedy entre els cubans exiliats s'havia enfonsat profundament pels volts de l'any 1963. La seva amargor és il·lustrada en una cinta magnetofònica d'un míting d'anticastristes i gent de dretes al suburbi de Dallas conegut com a Farmer's Branch, l'1 d'octubre de 1963. (37) 
En una còpia de l'edició del 26 de setembre de The Dallas Morning News, a la pàgina del davant, amb una explicació del projectat viatge del president a Texas, durant el mes de novembre, els cubans exiliats ventilaven la seva hostilitat.
"CASTELLANOS... esperem Kennedy el dia 22, [la data en què Kennedy fou mort] amic. Anem a veure'l d'una manera o d'una altra. Anem a donar-li la feina que aconsegueix a Dallas. Senyor bo "ol'Kennedy" (joc de paraules on es fa referència al seu origen irlandès). Voldria fins i tot dir-li president Kennedy. Em fa fàstic".
L'autora Joan Didion va explorar la teoria dels anticastristes de Miami en el seu llibre de no ficció "Miami" A "Miami", emfasitza les qüestions que els investigadors van presentar a Marita Lorenz, seguint Guillermo Novo, sobre el fet que l'exili cubà va estar involucrat en un tret de llançacoets a l'edifici de les Nacions Unides des de East River durant un discurs de Che Guevara. Suposadament, Novo estava afiliat amb Lee Harvey Oswald i Frank Sturgis i van portar armes amb ells a un hotel de Dallas just abans de l'assassinat. Aquestes afirmacions, tot i que es van presentar al House Assassinations Comitee per part de Lorenz, mai no foren confirmades per una investigació

### E. Howard Hunt
L'antic agent de la CIA i figura important en l'escàndol Watergate, E. Howard Hunt ha estat citat com a possible participant en diverses teories conspiratives de l'assassinat de Kennedy. Ell va negar qualsevol mena de complicitat en l'assassinat de JFK mentre acusava a altres d'estar involucrats.
Alguns investigadors han identificat Hunt com una figura que creua Dealey Plaza amb un impermeable i barret de feltre, immediatament després de l'assassinat. Altres han suggerit que Hunt era un dels homes que ara coneixem com "els tres rodamons", que van ser arrestats i després posats en llibertat poc després de l'assassinat (vegeu en aquest mateix article l'apartat Tres rodamons.
El 1976, una revista anomenada The Spotlight va publicar un article on acusava Hunt de ser Dallas el 22 de novembre de 1963, i d'haver tingut algun paper en l'assassinat. Hunt va guanyar un judici per difamació contra la revista el 1981, però això va ser rebutjat en apel·lació i la revista va ser declarada no culpable quan el cas va ser revisat el 1985.
Poc abans de la seva mort el 2007, Hunt va escriure una autobiografia on implicava Lyndon B. Johnson en l'assassinat. Hunt suggeria que Johnson havia orquestrat l'assassinat amb l'ajut d'agents de la CIA que estaven enutjats amb les actuacions de Kennedy com a President. Un article del 2007 publicat a la revista Rolling Stone revelava les darreres confessions de Hunt en el seu llit de mort, en les quals se suggeria una conspiració orquestrada per Lyndon B. Johnson, els agents de la CIA Cord Meyer, Bill Harvey i David Sánchez Morales, així com un "tirador francés" que suposadament va disparar Kennedy des del monticle herbaci.

### Conspiració del crim organitzat
Els membres de la Màfia podrien haver desitjat prendre represàlies per la pressió cada cop més gran a què els sotmetia Robert Kennedy (la qual havia multiplicat per dotze el nombre de processos que s'havien dut a terme sota el mandat del president Dwight Eisenhower). Uns documents que mai no foren vistos per la Comissió Warren han revelat que algus mafiosos estaven treballant braç a braç amb la CIA en diversos intents d'assassinat de Fidel Castro.
El president de la Unió de Transportistes, Jimmy Hoffa, i els gàngsters Carlos Marcello, Sam Giancana, Johnny Roselli, Charles Nicoletti i Santo Trafficante Jr. (tots els quals diuen que Hoffa treballava amb la CIA en diversos complots per assassinar Castro) es troben al capdamunt de la llista dels sospitosos de la Màfia feta pel House Select Committee on Assassinations. Giancana, Marcello, i Trafficante eren les principals figures del crim organitzat a Chicago, Nova Orleans, i Tampa, respectivament.
Carlos Marcello, aparentment, va amenaçar d'assassinar el President per tal d'aturar els peus al seu germà més jove, en Bobby, que ocupava el càrrec de Fiscal General i liderava la croada anti-Màfia de l'administració.
En les seves memòries, Bound by Honor: A Mafioso's Story, Bill Bonanno, fill del capo de la màfia de Nova York Joseph Bonanno, exposa que diverses famílies de la Màfia tenien lligams des de feia temps amb els cubans anti-castristes, a través dels casinos de L'Havana que eren operats per la Màfia abans de la Revolució Cubana. Els cubans odiaven Kennedy perquè s'havia negat a oferir-los ple suport en la Invasió de Bahía de Cochinos; la Màfia odiava Kennedy perquè, com a Fiscal General, el seu germà més jove, el jove i idealista Robert Kennedy, conduïa un assalt legal sense precedents contra el crim organitzat. Això era especialment provocador perquè diverses "famílies" de la Màfia havien treballat amb el pare de JFK, Joseph Kennedy, per tal que JFK fos elegit, i s'especulava que a les eleccions presidencials de 1960 hi havia hagut alguna mena d'irregularitats. Tant la Màfia com els anti-castristes eren experts en assassinats; els cubans havien estat entrenats per la CIA. Bonanno afirma que es va adonar del grau d'implicació de les altres famílies de la Màfia quan va veure a la televisió com Jack Ruby assassinava Oswald: els Bonanno reconegueren Jack Ruby com un associat del gàngster de Chicago Sam Giancana.
Informació alliberada sols al voltant del 2006 per part de l'FBI, indica que Carlos Marcello va confessar amb detall que havia organitzat l'assassinat de Kennedy. L'FBI, doncs, va amagar aquesta informació que estava en el seu poder. Les conclusions d'una comissió d'investigació de Congrés de l'any 1979 també donen suport a aquesta versió dels esdeveniments, segons la qual Marcello, probablement formava part d'una conspiració de la Màfia que es trobaria al darrere de l'assassinat, i que tenia els mitjans i l'oportunitat requerits. L'assassinat es va produir menys de dues setmanes abans d'un cop contra Castro a Cuba ordenat pels germans Kennedy, relacionat amb la crisi dels míssils i la invasió de Bahía de Cochinos
James Files afirma que és un antic assassí que va treballar per a la Màfia i per a la CIA i que havia participat en l'assassinat amb Johnny Roselli i Charles Nicoletti, sota petició de Sam Giancana. En l'actualitat compleix una sentència de 30 anys de presó per intent d'assassinat d'un policia.
Una amistançada del president Kennedy intimava també amb Giancana; fou entrevistada (aparentment en directe) per Maria Shriver (del clan Kennedy) al programa de la cadena ABC Good Morning America. Li preguntaren si mai va dur missatges entre JFK i Giancana, donat que coneixia ambdós. La dona va confirmar això (que coneixia ambdós) i va respondre no a la pregunta, tot dient "Sam mai no posaria res per escrit".
David Kaiser també ha suggerit la involucració d'algun gàngster al seu llibre The Road to Dallas.
El famós periodista d'investigació Jack Anderson, que va conèixer força bé Kennedy, i tenia moltes fonts a dins del crim organitzat, va concloure que Cuba i Fidel Castro van treballar amb figures del crim organitzat per preparar l'assassinat. En el seu llibre, "Peace War and Politics", Anderson va dir que Johnny Rosselli li va donar amplis detalls sobre el complot. Anderson va dir que mai no va ser capaç de confirmar, amb fonts independents, tota la història de Roselli, però va escriure que molts dels detalls de Roselli es podien verificar i mai no va trobar un detall que no pogués refutar. Anderson va dir que qualsevol que fos el paper que Oswald va jugar en l'assassinat, estava convençut que hi havia més d'un tirador.

### Conspiració de Lyndon Johnson
El 2003, l'investigador Barr McCllellan va publicar el llibre Blood, Money & Power: How L.B.J. Killed J.F.K.. (en català, Sang, Diner i Poder: com L.B.J va matar J.F.K) McClellan afirma que Lyndon Johnson, motivat per la por de ser exclòs del ticket electoral en les eleccions del 1964 i la necessitat d'amagar diversos escàndols, el van convertir en cervell de l'assassinat de Kennedy, amb l'ajut del seu amic, el fiscal Edwardo Clark. El llibre suggereix que una empremta dactilar parcial i tacada, trobada al lloc on va estar el franc-tirador, era probable que pertanyés a l'associat de Johnson, Malcolm "Mac" Wallace, i que Mac Wallace fos per tant l'assassí. El llibre va més enllà i diu que l'assassinat de Kennedy fou pagat per magnats del petroli, incloent-hi Clim Murchison i H.L.Hunt. El llibre de McClellan va esdevenir posteriorment l'argument d'una sèrie documental de televisió, L'home que va matar Kennedy. L'episodi, titulat "L'home culpable", obtingué una condemna generalitzada per part de la familia de Johnson i antics assessors del mateix President just després de la seva emissió a The History Channel, el qual va acceptar, subsegüentment, de no emetre aquest episodi en el futur.
Madeleine D. Brown, de qui s'ha dit que era, presumptament, una amistançada de Johnson, també l'ha implicat en una conspiració. Brown va afirmar el 1967 que Johnson, junt amb H. L. Hunt, haurien començat a planejar la mort de Kennedy des de començaments de 1960. Brown va afirmar que la conspiració involucrava dotzenes de persones, incloent-hi els caps de l'FBI i la Màfia, així com polítics ben coneguts i periodistes. En el documental L'home que va matar Kennedy, Brown i un antic empleat de Clint Murchison situaren J. Edgar Hoover i LBJ en un sopar a la mansió de Murchinson poc abans de l'assassinat. Brown declarà en el documental que Johson li digué després de la festa que els Kennedy "mai més no em tornaran a molestar".
Johnson també fou acusat per E. Howard Hunt, antic agent de la CIA, que posteriorment estigué implicat en l'Escàndol Watergate. Sobre la possible implicació de Hunt, vegeu aquest mateix article més amunt.

### American Fact-Finding Committee
Molts investigadors i teòrics de la conspiració parlen sobre l'anunci, publicat a pàgina completa el 22 de novembre de 1963 al Dallas Morning News on s'acusava Kennedy d'ignorar la Constitució dels Estats Units i l'acusaven de ser un comunista. L'anunci estava signat pel cap de l'American Fact-Finding Committee (Comité americà d'investigació, en català) Bernard Weissman. L'FBI investigà posteriorment l'origen dels fons per a l'anunci, i va entrevistar molta gent que hi estava involucrada, tal com es descriu a les audiències de la Comissió Warren, Volum XXIII. Aquesta gent són molts dels que s'ha parlat a les teories sobre la implicació de Lyndon B. Johnson i a les al·legacions de Madeleine Brown (vegeu més amunt). Weissman era un patrocinador de la John Birch Society.

### Conspiració del Bloc Soviètic
D'acord amb el contingut d'un document de l'FBI del 1996, una font considerada creïble per aquest organisme va explicar que a finals del 1963 el coronel Boris Ivanov, cap del Comitè Soviètic per a la Seguretat de l'Estat (KGB), secció de Nova York en el moment de l'assassinat del president Kennedy, declarà que la seva impressió personal era que l'assassinat de Kennedy havia estat planejat per un grup organitzat, més que no pas l'acció d'un assassí individual.
Més endavat, el més important desertor dels serveis d'intel·ligència del bloc soviètic el tinent general Ion Mihai Pacepa descrigué la seva conversa amb Nicolae Ceauşescu, el qual li va parlar sobre "deu líders internacionals que el Kremlin ha mort o ha intentat executar": "László Rajk i Imre Nagy d'Hongria; Lucreţiu Pătrăşcanu i Gheorghiu-Dej a Romania; Rudolf Slánský, el cap d'estat de Txecoslovàquia, i Jan Masaryk, cap de la diplomàcia del país; el xa d'Iran; Palmiro Togliatti d'Itàlia; el president dels Estats Units John F. Kennedy; i Mao Zedong." Pacepa va aportar alguns detalls addicionals, com ara un complot per assassinar Mao Zedong amb l'ajut de Lin Biao, organitzat per la KGB i feu notar que "entre els caps dels serveis d'intel·ligència dels satèl·lits de Moscou hi havia un acord unànime que el KGB havia estat involucrat en l'assassinat del president Kennedy".
Noves informacions pel que fa a l'assassinat de Kennedy de la confident Mary Pinchot Meyer han dut a una reinterpretació de la declaració de l'oficial retirat de la CIA Cord Meyer, poc després de la seva mort el 2001. La declaració de Meyer sembla suggerir que la CIA coneixia, des de feia anys, possiblement per un desertor, que el KGB va organitzar l'assassinat de Kennedy, més aviat com una revenja per la humiliació de la crisi dels míssils de Cuba. Tanmateix, el mateix Cord Meyer ha estat mencionat com a possible conspirador a la teoria Lindon B. Johnson de l'assassinat.

### Conspiració de Cuba
A començaments de 1960, Clare Booth Luce, esposa de l'editor Henry Luce era una de les persones, dintre d'un cert nombre de prominents estatunidencs, que donaven suport al moviment anti-castrista als Estats Units. Aquest suport incloïa el finançament de llanxes a motor, usades per comandos d'exiliats en els seus atacs contra Cuba. En una entrevista el 1975, Clare Luce va revelar que la nit de l'assassinat, va rebre una trucada telefònica per part d'un dels tripulants de les llanxes. D'acord amb el que diu Luce, el nom de la persona que va trucar era "alguna cosa així com" Julio Fernández, i li va dir que estava trucant des de Nova Orleans.
Julio Fernández va dir-li que Lee Harvey Oswald s'havia acostat al seu grup i havia ofert els seus serveis com un potencial assassí de Castro. Fernández més endavant va declarar que ell i els seus companys van descobrir finalment que Oswald era, de fet, un comunista compromès, una persona que donava suport a Castro i que ells mantindrien una estreta vigilància de les seves activitats fins que sobtadament li aparegueren diners i se n'anà a Ciutat de Mèxic i després a Dallas. Finalment, Fernández digué a Luce: "Hi ha un equip d'assassins, cubans i comunistes en general. Oswald els va proporcionar les armes".
Luce li va dir al comunicant que li donés aquesta informació a l'FBI. A continuació, ella revelaria els detalls de l'incident al Church Committeee i a l'HSCA. Ambdós comitès provaren d'invenstigar l'incident, però foren incapaços de descobrir cap prova que corroborés les al·legacions en qüestió.
El president President Lyndon Johnson va informar a diverses fonts periodístiques que tenia la creença personal que l'assassinat havia estat organitzat per Fidel Castro des de Cuba. Johnson havia rebut el 1967 informació per part de l'FBI i la CIA que, a principis dels anys 60, la CIA hauria intentat assassinar Fidel Castro, per a la qual cosa hauria empleat membres de la Màfia, i que el Fiscal General, Robert Kennedy, hauria tingut coneixement d'aquests complots i de la participació de la Màfia.
La creença de Johnson era que l'assassinat de Kennedy hauria estat organitzat per Castro com a represàlia pels intents de la CIA d'assassinar Castro. L'octubre de 1968, Johnson va dir al veterà periodista Howard K. Smith, que "Kennedy intentava enxampar Castro, però aquest (Castro) el va enxampar primer". El setembre de 1969, en una entrevista amb Walter Cronkite, de la CBS, Johson va dir que, pel que fa l'assassinat, no podria dir "honestament que no va ser revelat mai completament el fet que hi podria haver hagut connexions internacionals". Finalment, el 1971, Johnson va dir a Leo Janos del Time Magazine que "mai no havia cregut que Oswald actués sol".

### Conspiració israeliana
Aquesta teoria al·lega que el govern d'Israel estava descontent amb Kennedy per la seva pressió contra el seu programa nuclear d'alt secret al desert del Negev (conegut normalment com a Dimona, nom de la ciutat més propera). i els israelians no estaven contents amb les simpaties de Kennedy envers els àrabs. El gangster Meyer Lansky i Lyndon B. Johnson sovint tenen un paper essencial en aquesta teoria de la conspiració, organitzant i preparant el cop, o bé callant i possiblement catalitzant també moltes de les altres conspiracions.
El juliol del 2004, l'extècnic nuclear israelià Mordechai Vanunu va afirmar a Londres, prenent com a base el diari Al-Hayat que l'estat d'Israel era còmplice de l'assassinat de John F. Kennedy. Vanunu, un antic tècnic en la planta nuclear de Dimona, que va ser condemnat a 18 anys de presó per revelar els seus treballs a dins de la central al diari britànic The Sunday Times, el 1986, va fer aquestes declaracions després del seu alliberament en l'any 2004. Va afirmar que hi havia "indicacions gairebé segures" que Kennedy fou assassinat en resposta a la pressió que exercia sobre el cap del govern israelià David Ben-Gurion, per aclarir què es feia al reactor nuclear de Dimona

### El cotxe fúnebre que feia d'esquer i l'alteració de les ferides
David S. Lifton i altres han teoritzat que el taüt que es va dur des de l'Air Force One i es va posar a l'ambulància que esperava a la Base de la força aèria a Andrews, la nit del 22 de novembre de 1963, era buit. El cos del president fou tret de l'avió fora de la vista de la càmera de televisió. Aquesta part de la teoria de Lifton prové de l'informe del House Select Committee on Assassinations, en el qual s'entrevistava el tinent Richard A. Lipsey el 18 de gener de 1978 per part dels membres del comitè Donald Andrew Purdy Jr. i T. Mark Flanagan Jr. En aquesta entrevista, Lipsey va dir que en la seva capacitat com a ajudant del general Wehle, havia anat a rebre el cos del president Kennedy a la Base aèria d'Andrews. L'informe descriu que Lipsey va "posar (el taüt) en un cotxe fúnebre per ser transportat a l'Hospital Naval de Bethesda. Lipsey mencionà que ell i Whele van volar amb helicòpter a Bethesda i van dur el cos del President a la part del darrere de Bethesda. Un cotxe fúnebre que feia d'esquer s'havia col·locat a la part del davant". Un cotxe fúnebre esquer duia un taüt buit.
El tècnic de laboratori Paul Kelly O'Connor era un dels testimonis més importants que donaven suport a la teoria de David Lifton que en algun lloc entre Parkland i Bethesda el cos del President es va fer aparèixer com si hagués estat disparat sols per la part del darrere. O'Connor diu que el cos del president Kennedy va arribar a Bethesda en una bossa per cadàvers, que era força diferent d'aquella en què va ser amortallat a l'Hospital Parkland. Va declarar que el cervell ja havia estat mogut en el moment que va arribar a Bethesda i que allà hi havia solament "la meitat d'un grapat" de matèria cerebral que s'havia deixat a dins del crani.
D'acord amb Nigel Turner, director, durant el 1988, del documental televisiu britànic L'home que va matar Kennedy, "Hi havia misteriosos homes, que duien robes de civil, presents a l'autòpsia. Semblava que mereixien molt de respecte i miraven per damunt de la meva espatlla i per damunt de la del Dr. J. Thornton Boswell, quan se n'anaren i tingueren una conversa a la cantonada. Aleshores, un d'ells ens va dir:  "Atureu el que esteu fent i utilitzeu un altre procediment ¡". Vam saltar enrere i endavant, enrere i endavant. No hi va haver fluïdesa de procediment en absolut.
En fer-se tot com si fos càrrega als avions per motius de seguretat, el taüt i la tapa es van subjectar amb un embolcall de cables d'acer, per tal de prevenir desplaçaments durant les maniobres d'aterratge i enlairament o en cas de turbulències aèries durant el vol. El taüt es trobava també sota la vigilància d'un important dispositiu armat en tot moment, un fet que Lifton negligeix a mencionar. A més, l'avió va ser vist per milers de persones, la banda més llunyana de l'avió estava banyada en llum i oferia un escenari molt públic per a qualsevol que volgués robar el cos.

### Kennedy no era l'objectiu
Coincidint amb el 25è aniversari de la mort del President, va sorgir una altra teoria, que es recolzava en les declaracions de la dona d'Oswald a la Comissió Warren. Segons Marina Oswald, el seu marit no volia, realment, assassinar el president Kennedy, sinó el governador Connally. Estava ressentit amb ell pel tracte que va rebre quan Connally era Secretari de la Marina.
Quan Oswald va desertar i se'n va anar a l'URSS, la seva sortida de l'exèrcit es va qualificar com "indesitjable", això és un grau més amunt de "deshonrosa". Com que Oswald volia tornar, va pensar que necessitava una correcció d'aquesta taca en el seu expedient, si volia trobar feina amb més facilitat. Amb aquest objectiu, va escriure una carta a Connally, el 30 de gener de 1962, on li demanava que "posés tots els mitjans per corregir aquest greu error o injustícia" Finalment, però, Oswald no va aconseguir el seu objectiu.En la seva tercera i última compareixença davant la Comissió Warren, Marina Oswald va dir que pensava que el seu marit "estava disparant Connally abans que Kennedy". En suport d'això, hi hauria el fet de la sortida d'Oswald de l'exèrcit com a indesitjable i que ella pensava que no podia haver-hi cap raó per la qual Oswald volgués matar Kennedy. Cal dir, no obstant això, que en el moment que Oswald va disparar els tres trets a la limusina presidencial, el governador Connally ocupava el seient de davant del President, per la qual hauria estat gairebé impossible per a Oswald tocar el governador sense tocar primer el President.

## Altres teories publicades
- James W. Douglas: JFK and the Unspeakable (2008) presenta proves segons les quals JFK fou assassinat per elements de dins del govern dels Estats Units que s'oposaven als seus intents de posar fi a la Guerra freda a través de negociacions secrets amb Khrusxov i Castro. ISBN 1-57075-755-0.

- The Gemstone File: A Memoir (2006),[115] per Stephanie Caruana, suposa que Oswald formava part d'un equip de 28 assassins que incloïa tres sicaris de la Màfia (Jimmy Fratianno, John Roselli, i Eugene Brading). La tasca d'Oswald era disparar contra el governador John B. Connally. Bruce Roberts, autor de Documents del fitxer Gemstone, afirmà que l'escenari de l'assassinat de JFK fou modelat prenent com a base un suposat intent d'assassinat contra el president F. D. Roosevelt. Roosevelt circulava en un cotxe descobert amb l'alcalde de Chicago Anton Cermak. Cermak fou disparat i mort per Giuseppe Zangara. A Dallas, JFK era l'objectiu real, i Connally un objectiu secundari. L'assassinat de JFK és sols una petita part de l'informe dels fitxers de Gemstone. ISBN 1-4120-6137-7.

- The Zapruder Film (2003),de David Wrone, conclou que el tret que va occir Kennedy vingué de la part del davant de la limusina, i que les ferides de Kennedy a la gola i a la part del darrere van ser causades per un tret d'entrada i de sortida que provenia del monticle herbaci. Es dispararen tres trets des de diferents angles, cap d'ells provenia de la finestra de Lee Harvey Oswald al Texas School Book Depository. Wrone és catedràtic emèrit d'història a la Universitat de Wisconsin–Stevens Point. ISBN 0-7006-1291-2.

- JFK: The Second Plot (2002) per Matthew Smith, explora l'estrany cas de Roscoe White. El 1990, el fill de Roscoe, Ricky. va fer pública una afirmació segons la qual el seu pare, que havia estat oficial de policia a Dallas el 1963, va estar involucrat en l'assassinat del president. La vídua de Roscoe, Geneva, també va declarar que el seu marit morís, el 1971, va deixar un diari en el qual revelava que ell havia estat un dels tiradors que va disparar el president, i que també va matar l'oficial J. D. Tippit. ISBN 1-84018-501-5.

- The Kennedy Mutiny (2002) per Will Fritz (no confongueu amb el capità de la policia J. Will Fritz), afirma que el complot de l'assassinat va ser orquestrat pel general Edwin Walker, i que ell va carregar la responsabilitat del crim a Oswald. ISBN 0-9721635-0-6.

- Oswald's Tale: An American Mystery (1995), de Norman Mailer, conclou que Oswald era culpable, però sosté que hi ha proves que apunten l'existència d'un segon tirador al monticle herabi, el qual. purament per coincidència, provava de matar JFK al mateix temps que Oswald. "Si hi havia, de fet, un altre tret, no fou necessàriament disparat per un conspirador que treballés amb Oswald. Una arma així podia pertànyer a un altre assassí solitari o a un conspirador que treballés per a algun altre grup complet."[116] ISBN 0-679-42535-7.

- Passport to Assassination (1993) per Oleg M. Nechiporenko, l'oficial consular soviètic (i oficial del KGB d'alta graduació), que va conèixer Oswald a la Ciutat de Mèxic el 1963. Li va ser atorgada l'única oportunitat de parlar amb Oswald al voltant dels seus objectius, que incloïen el seu genuí desig d'obtenir una visa per a Cuba. Les seves conclusions foren: 1) Que Oswald va matar Kennedy a causa dels extrems sentiments que li provocava l'admiració de la seva dona envers Kennedy i 2) que el KGB mai va demanar a Oswald que els aportés informació d'intel·ligència durant el temps que aquest va passar a l'URSS, donat que no confiaven en les seves motivacions. ISBN 1-55972-210-X.

- Who Shot JFK? : A Guide to the Major Conspiracy Theories (1993) per Bob Callahan i Mark Zingarelli explora algunes de les més obscures teories sobre l'assassinat de JFK, com ara la "Teoria de la Coca-Cola". D'acord amb aquesta teoria, suggerida per l'editor d'una revista de jardineria ecològica, Oswald va matar JFK a causa d'un desordre mental derivat de la seva addicció al sucre refinat, com va quedar evidenciat per la seva necessitat de prendre la seva beguda favorita immediatament després de l'assassinat. ISBN 0-671-79494-9.

- Mortal Error: The Shot That Killed JFK (1992) per Bonar Menninger (ISBN 0-312-08074-3) exposa que, mentre Oswald provava d'assassinar JFK i aconseguia ferir-lo, el tret fatal fou disparat accidentalment per l'agent del Servei Secret George Hickey, el qual es trobava en un cotxe del Servei Secret que anava just al darrere del cotxe presidencial. La teoria exposa que, després del primer, es dispararen dos trets, la caravana accelerà mentre Hickey intentava respondre als trets d'Oswald. Aleshores Hickey va perdre l'equilibri i accidentalment va prémer el gallet del seu AR-15 i va disparar JFK. El testimoni de Hickey parla d'una altra manera: "Quan vaig sentir l'últim tret, em vaig atansar a la part del darrere i vaig agafar el fusell AR-15, el vaig carregar i armar, i em vaig girar cap enrere." (la cursiva és un afegit).[117] George Hickey va demandar Menninger l'abril de 1995j per allò que havia escrit a Error mortal. El cas fou rebutjat perquè es va considerar que havia prescrit.

- Act of Treason: The Role of J. Edgar Hoover in the assassination of President Kennedy, (1991), per Mark North, implica el director de l'FBI. Segons els documents de North, Hoover estava assabentat de les amenaces contra Kennedy per part del crim organitzat abans del 1963, i suggereix que va fallar a l'hora de proporcionar una protecció adequada, a fi i efecte de prevenir l'assassinat. North també culpa Hoover sobre les falles a l'hora de treballar adequadament per descobrir la veritat després de l'assassinat de Kennedy. ISBN 0-88184-877-8.

- Reasonable Doubt (1985) per Henry Hurt, el qual escriu sobre els seus dubtes (doubts) pel que fa a la Comissió Warren. Hurt fa donar suport al complot en l'assassí professional Robert Easterling,[118] amb empresaris petroliers de Texas i la suposada aliança Ferrie/Shaw. ISBN 0-03-004059-0.

- Appointment in Dallas (1975) per Hugh McDonald, suggereix que Oswald fou convençut perquè entrés en un complot on li van dir que hi hauria un fals intents d'assassinar Kennedy per tal de molestar el Servei Secret i alertar el govern de la necessitat de donar més importància a la seguretat que proveïa el Servei Secret. El rol d'Oswald era disparar a la caravana però fallar deliberadament l'objectiu. Els conspiradors, aleshores, matarien Kennedy ells mateixos, i carregarien la culpa del crim a Oswald. McDonald afirma que, després d'haver sentit la "veritat", al voltant de la mort de Kennedy, per part de l'agent de la Cia Herman Kismey, el 1964, es va passar molts anys intentant de localitzar un home conegut com a "Saul". Saul era suposadament l'home no identificat que va ser fotografiat quan sortia de l'ambaixada russa a la Ciutat de Mèxic, el setembre de 1963, les fotos del qual s'enviaren, posteriorment, a l'FBI a Dallas, el matí del 22 de novembre de 1963 (abans de l'assassinat), i que es van etiquetar, erròniament, com a "Lee Harvey Oswald". McDonalds diu que finalment va trobar Saul a Londres, el 1972, i en aquell moment Saul li va revelar detalls del complot.[119] ISBN 0-8217-3893-3.